# Janko Neuber
Janko Neuber (* 25. Juni 1971 in Marienberg) ist ein ehemaliger deutscher Skilangläufer und heutiger Trainer.

## Werdegang
Neuber begann bereits als Kind gemeinsam mit beiden Schwestern Jeannette und Jaqueline mit dem Skifahren. Die Familie legte dazu am eigenen Haus selbst Loipen an und kleinere Sprungschanzen. Von 1978 bis 1985 besuchte Neuber die Polytechnische Oberschule in seinem Heimatort Neuhausen/Erzgeb. Nachdem er die Schulmeisterschaft im Tourenski und im Langlauf gewonnen hatte, wurde er durch seinen Sportlehrer Bernd Meier auf ein regelmäßiges Training angesprochen. Er begann im Trainingszentrum Neuhausen beim Trainer für die Nordische Kombination Günther Hertels zu trainieren, der auch Konrad Winkler betreute. Nachdem er aber mit Sprüngen von Schanzen nicht ganz den erwarteten Erfolg erreicht hatte, wechselte er zu den Skilangläufern und trainierte bei Frank Hiemann und Volker Langer. Bereits kurze Zeit später erreichte er bei den DDR-Meisterschaften in der Altersklasse 12 den zweiten Platz und durfte in der Folge an die Kinder- und Jugendsportschule (KJS) in Oberwiesenthal wechseln. Er entschied sich jedoch anfangs gegen das Internatsleben. Neuber überzeugte weiterhin in Neuhausen mit seinen Leistungen, da er eines der wenigen jungen Talente war, die bereits in der neuen Skating-Technik Rennen bestritten.
Im August 1985 ging Neuber schließlich doch ans Sportinternat nach Oberwiesenthal. Seine neue Trainerin dort wurde Antje Weidlich. In seinem zweiten Jahr an der KJS wurde Neuber mehrfacher DDR-Spartakiadesieger. Nach der 10. Klasse entschied sich Neuber für das Abitur, das er trotz immer höher werdenden Trainingsaufwands parallel erreichen wollte. Sein neuer Trainer wurde Wolfgang Perner. Bei den Nordischen Junioren-Skiweltmeisterschaften 1989 im norwegischen Vang gewann Nauber in der Staffel über 4 × 10 Kilometer gemeinsam mit Ronny Schubert, Bertram Seidel und Mario Möller Silber und damit seine erste internationale Medaille. Im Folgejahr gewann er bei den Junioren-Weltmeisterschaften im französischen Les Saisies gemeinsam mit Jens Dietel, Jens Neuber und Matthias Grundwald Staffelgold. In der Folge kam es durch die politischen Veränderungen in Deutschland zur Auflösung der DDR-Mannschaften.
1991 wurde Neuber offiziell in die gesamtdeutsche Nachwuchsmannschaft aufgenommen und gehörte zum Kader für die Nordischen Junioren-Skiweltmeisterschaften 1991 in Reit im Winkl. Jedoch blieb die Mannschaft dort ohne Erfolge. Im Juli 1991 schloss Neuber sein Abitur mit einem Durchschnitt von 1,6 ab. Im Oktober 1991 wurde Neuber Mitglied der Sportfördergruppe der Bundeswehr. Mit dem Trainerwechsel zu Lutz Hänel und Werner Nauber konnte er seine Leistungen wieder steigern und erreichte die Qualifikation für die Olympischen Winterspiele 1992 in Albertville. Nach Platz 32 über die 10-km-Einzeldistanz konnte er in der Verfolgung auf den 23. Platz laufen. Über die 30 km musste er abreißen lassen und belegte am Ende den 47. Platz. Im abschließenden 50-km-Rennen lief er als 29. ins Ziel. Nach einem weiteren Trainerwechsel im Verband startete er ab Dezember 1992 im Skilanglauf-Weltcup. Dabei blieb Neuber aber anfangs ohne größere Erfolge. Bei den Nordischen Skiweltmeisterschaften 1993 im schwedischen Falun lief er nach einem eher enttäuschenden 47. Platz über 30 km auf einen guten 17. Platz im 50-km-Langstreckenrennen. Im Dezember 1993 lief Neuber im Continentalcup von Tauplitz zweimal in die Top 10. Auch in Oberhof konnte er als 14. ein gutes Resultat erreichen. Mit den gewonnenen nationalen Meistertiteln reichte dies für die Qualifikation zu den Olympischen Winterspielen 1994 im norwegischen Lillehammer. Bei seinen zweiten und, obwohl er erst 23 Jahre alt war, letzten Spielen konnte er an die Leistungen von Albertville nicht anknüpfen. Bestes Ergebnis war ein 33. Platz im 30-km-Rennen.
In der Folge konnte Neuber auch im Weltcup weiter keine Erfolge feiern. Lediglich im Continentalcup lief er regelmäßig unter die besten 20. Für die Nordischen Skiweltmeisterschaften 1995 verpasste er die Qualifikation. Im November 1995 gelang ihm im schwedischen Gällivare als 13. im Weltcup erstmals der Gewinn von Weltcup-Punkten. Auch in Santa Caterina gelang ihm nach 15 km eine Platzierung innerhalb der Punkteränge. Erstmals unter die besten zehn lief Neuber im Februar 1996 als Neunter im Sprint von Reit im Winkl. Im Winter 1996/97 blieb Neuber im Weltcup ohne Punkterfolg. Bei den Militär-Skiweltmeisterschaften 1997 in Saint-Gabriel-de-Valcartier lief der Oberwiesenthaler auf Platz 20 über 15 km. Zuvor hatte er die Qualifikation für die Nordischen Skiweltmeisterschaften 1997 erneut verpasst. Auch für die Olympischen Winterspiele 1998 gelang ihm nicht die Qualifikation.
Neuber entschied sich aufgrund des fehlenden Erfolgs zur Trennung von seinem Stützpunkttrainer Werner Nauber. Zudem stellten sich im Winter 1997/98 vermehrt muskuläre Probleme ein, die für Neuber beinahe zum Ende seiner aktiven Karriere geführt hatten. Durch den Mannschaftsarzt und die Oberwiesenthaler Sportmedizinerin Margarete Sipeer bekam er aber im April 1998 die Freigabe, weiter seinen Sport ausüben zu können. Die Muskelprobleme waren nach Analyse auf falsche Trainingsmethoden zurückzuführen. Neubers neuer Trainer wurde Heinz Nestler, der bereits in den 1960er und 1970er Jahren Trainer der damaligen DDR-Nationalmannschaft war. Ab den 1980er Jahren war Nestler Cheftrainer beim SC Traktor Oberwiesenthal und wurde später Stützpunkttrainer am Ort.
Im Dezember 1998 stellte sich für ihn ein erster Erfolg ein. Er gewann das FIS-Rennen in Ulrichen. Nach der erreichten Wiederqualifikation für den Start im Skilanglauf-Weltcup erreichte er bereits in seinem ersten Rennen als 19. in Toblach wieder die Punkteränge. Auch im zweiten Rennen und dem folgenden Weltcup von Seefeld in Tirol gelang ihm dies. Bei den Deutschen Meisterschaften 1999 sicherte sich Neuber zwei Titel und startete daraufhin bei den Nordischen Skiweltmeisterschaften 1999 in Ramsau am Dachstein. Obwohl er dort in den Einzelrennen nur hinterherlief, gehört er zur Mannschaft im 4 × 10 km Staffelrennen, zu der auch Andreas Schlütter, Axel Teichmann und Mark Kirchner gehörten. Im Rennen verpassten die Deutschen nur knapp eine Medaille und belegten Rang vier hinter Österreich, Norwegen und Italien.
Diesen Staffelerfolg konnte Neuber jedoch nicht auf seine Einzelstarte im Weltcup mitnehmen. So verpasste er in der Folge überwiegend deutlich die Punkteränge. Im Februar 2000 gewann er das Continental-Cup-Rennen von Pontresina. Im März startete er im griechischen Pigadia bei zwei FIS-Rennen und gewann diese mit deutlichem Vorsprung. Kurze Zeit später konnte er in Bormio als 20. der Verfolgung auch wieder im Weltcup punkten. Im Winter 2000/01 startete er nur bei zwei Weltcup-Rennen und belegte davon nur einmal einen 30. Platz. Bei den Militär-Skiweltmeisterschaften 2001 in Colchester lief Neuber auf Platz 13 über 15 km. Nachdem er in die Saison 2001/02 erneut nur schwach gestartet war, zog sich Neuber im Dezember aus der Nationalmannschaft zurück. Im Januar lief er mit dem Start im Skilanglauf-Marathon-Cup von Predazzo sein letztes internationales Rennen.
Ab 2003 übernahm Neuber Trainerposten beim Deutschen Skiverband und war ab 2013 als Leitender Disziplintrainer der LG 1b tätig. Zudem war er Stützpunkttrainer am Bundesstützpunkt Oberwiesenthal. Im April 2015 wurden Neuber und der Norweger Torstein Drivenes leitende Disziplintrainer des Deutschen Skilanglauf-Nationalkaders. Dabei ist Neuber für die Herren und Drivenes für die Damen zuständig.

## Erfolge

### Siege bei Continental-Cup-Rennen
| Nr. | Datum           | Ort        | Disziplin       | Serie          |
| --- | --------------- | ---------- | --------------- | -------------- |
| 1.  | 6. Februar 2000 | Pontresina | 30 km klassisch | Continentalcup |

### Sonstige Siege bei FIS-Rennen
| Nr. | Datum             | Ort      | Disziplin       |
| --- | ----------------- | -------- | --------------- |
| 1.  | 13. Dezember 1997 | Ulrichen | 15 km klassisch |
| 2.  | 6. Dezember 1998  | Ulrichen | 15 km klassisch |
| 3.  | 4. März 2000      | Pigadia  | 10 km klassisch |
| 4.  | 5. März 2000      | Pigadia  | 15 km Freistil  |
| 5.  | 8. April 2000     | Tauplitz | 50 km Freistil  |

## Platzierungen im Weltcup

### Weltcup-Statistik
Die Tabelle zeigt die erreichten Platzierungen im Einzelnen.
- 1.–3. Platz: Anzahl der Podiumsplatzierungen
- Top 10: Anzahl der Platzierungen unter den ersten zehn
- Punkteränge: Anzahl der Platzierungen innerhalb der Punkteränge
- Starts: Anzahl gelaufener Rennen in der jeweiligen Disziplin
- Hinweis: Bei den Distanzrennen erfolgt die Einordnung gemäß FIS.

| Platzierung         | Distanzrennen a | Distanzrennen a | Distanzrennen a | Distanzrennen a | Distanzrennen a | Skiathlon Verfolgung | Sprint | Etappen- rennen b | Gesamt | Team c | Team c  |
| Platzierung         | ≤ 5 km          | ≤ 10 km         | ≤ 15 km         | ≤ 30 km         | > 30 km         | Skiathlon Verfolgung | Sprint | Etappen- rennen b | Gesamt | Sprint | Staffel |
| ------------------- | --------------- | --------------- | --------------- | --------------- | --------------- | -------------------- | ------ | ----------------- | ------ | ------ | ------- |
| 1. Platz            |                 |                 |                 |                 |                 |                      |        |                   |        |        |         |
| 2. Platz            |                 |                 |                 |                 |                 |                      |        |                   |        |        |         |
| 3. Platz            |                 |                 |                 |                 |                 |                      |        |                   |        |        |         |
| Top 10              |                 |                 |                 |                 |                 |                      | 1      |                   | 1      |        |         |
| Punkteränge         |                 | 2               | 4               |                 | 1               | 1                    | 1      |                   | 9      |        | 1       |
| Starts              |                 | 10              | 15              | 9               | 4               | 2                    | 3      |                   | 43     |        | 1       |
| Stand: Karriereende |                 |                 |                 |                 |                 |                      |        |                   |        |        |         |

### Weltcup-Gesamtplatzierungen
| Saison  | Gesamt | Gesamt | Distanz         | Distanz           | Sprint | Sprint |
| Saison  | Punkte | Platz  | Punkte          | Platz             | Punkte | Platz  |
| ------- | ------ | ------ | --------------- | ----------------- | ------ | ------ |
| 1992/93 | 14     | 70.    | -               | -                 | -      | -      |
| 1995/96 | 33     | 46.    | -               | -                 | -      | -      |
| 1998/99 | 22     | 59.    | -               | -                 | 22     | 65.    |
| 1999/00 | 27     | 76.    | 16 (LD) 11 (MD) | 45. (LD) 60. (MD) | -      | -      |
| 2000/01 | 1      | 127.   | -               | -                 | -      | -      |

## Privates
Neuber heiratete im Mai 1994 seine langjährige Freundin Solveig, mit der er eine Tochter hat.